# Cirkut (cámara)

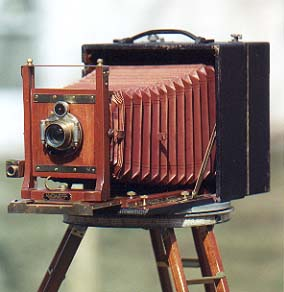
Cirkut camera.

La Cirkut es una cámara panorámica que tiene la capacidad de realizar una "rotación completa".
Fue patentada por William J. Johnston en 1904, y fabricada en 1905 por Rochester Panoramic Camera, empresa que fue comprada aquel mismo año por Century Camera Co, la cual fue adquirida, pasado el tiempo, por Eastman Kodak.
La cámara fue fabricada hasta el año 1949.
Se hicieron varios modelos: No. 5, No. 6, No. 8, No. 10, y No. 16. El nombre del modelo hacía referencia a la anchura máxima de la película aceptada, en pulgadas.

## Funcionamiento
La cámara captura la imagen panorámica mediante un movimiento de rotación horizontal (a lo largo de un eje vertical).